# Juan Desplan
Juan Desplan   (Pamplona, 1831 - Pamplona, 1902) va ser organista de la parròquia de Sant Nicolau de Pamplona durant 49 anys.
De nen va ser escolanet a la catedral de Pamplona. L'any 1853 va presentar-se a organista de la parròquia de Sant Nicolau. Va obtenir el càrrec i no el va abandonar fins a la seva mort l'any 1902. Va ser substituït per Pedro Goldáraz.
La seva obra principal és "Misa al Santisimo Sacramento" (4 veus, violins, contrabaix, figle, trompa i orgue), manuscrita i datada l'any 1862, actualment es troba a l'Archivo de la catedral de Pamplona. Una altra obra important seva va ser "Gozos a Nuestra Señora del Camino".